# Ludolf Albrecht

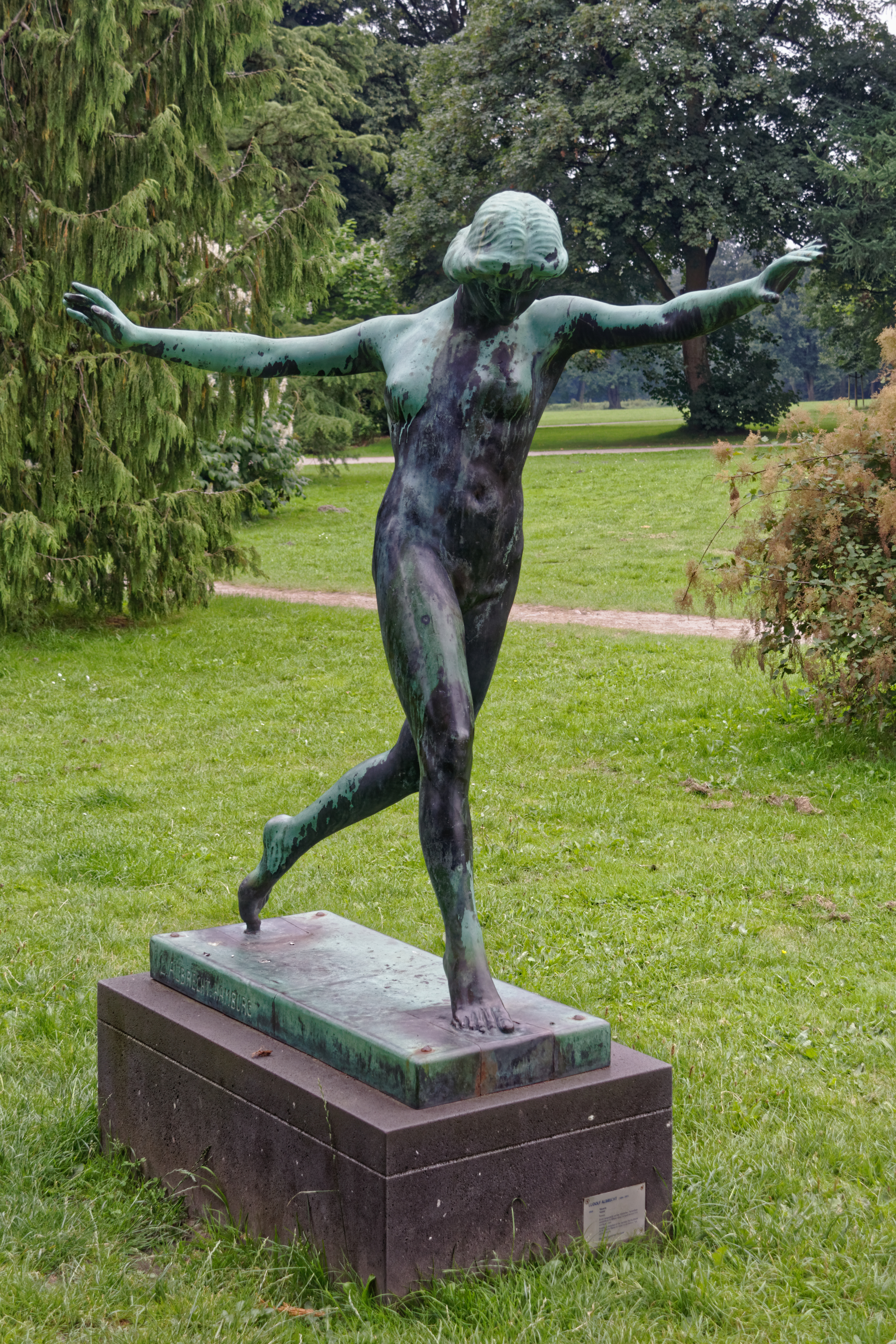
Skulptur Die Tänzerin im Jenischpark

Ludolf Albrecht (* 16. Januar 1884 in Haigerloch; † 22. Januar 1955 in Schenefeld) war ein deutscher Bildhauer und Gold- und Silberschmied.

## Leben
Geboren am 16. Januar 1884 in Heigerloch als Sohn des Amtsrichters Franz Gustav Albrechtund seiner Frau Ellin. Das Gymnasium besuchte er bis zur Obersekunda. Seit 1893 lebte Ludolf Albrecht in Hamburg. Er machte eine Goldschmiedelehre bei Alexander Schönauer. Anschließend ging er nach München, um ein Bildhauerstudium an der Kunstgewerbeschule zu absolvieren. Seine Lehrer waren Rupert von Miller und Heinrich Waderé. Von 1908 an nahm er Unterricht an der Kunstgewerbeschule Hamburg bei Richard Luksch. Von 1908 bis 1910 unterrichtete er dort selbst. Alfred Lichtwark, der Direktor der Hamburger Kunsthalle, und Hamburgs Oberbaudirektor Fritz Schumacher unterstützen ihn bei dem Vorhaben, sich als freiberuflicher Künstler niederzulassen. Zu seinen öffentlichen Aufträgen jener Zeit gehörte die Skulptur Die Tänzerin, die im Hamburger Jenischpark zu sehen ist. Weitere Arbeiten Die Springerin im Donnerspark in Hamburg Altona, Schwingende Mädchen in Hamburg Dulsberg, Die Ballwerferin in Pinneberg, sowie Seilspringes Mädchen in Planten und Blomen.
1911 heiratete er Catherina Schindler Aus dieser Ehe stammen die Töchter Irene und Susi. Die Ehe wurde 1924 geschieden. In zweiter Ehe heiratete er 1935 Else Stuempfel aus Hamburg. Aus dieser Ehe stammen der Sohn Helmuth sowie die Töchter Ingeborg und Frauke.

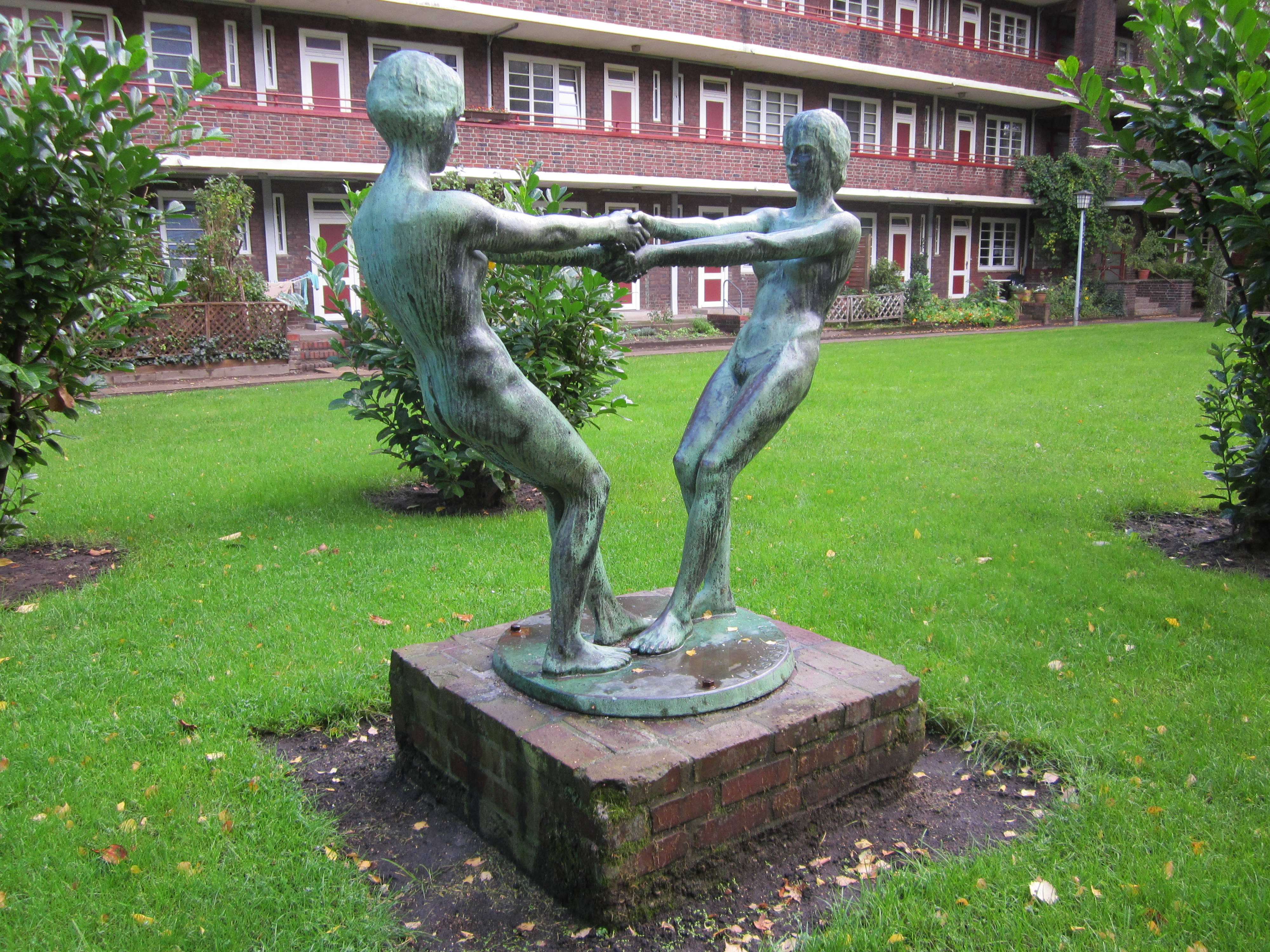
Skulptur von Ludolf Albrecht in Hamburg-Dulsberg

Einjähriger Freiwilliger beim Fürsilier Regiment in Flensburg, Übungen bis zur Qualifikation zum Reserveoffizier. 1914 Einberufung an die Front. Kompanieführer von 1915 bis 1919. Ludolf Albrecht wurde zweimal verwundet und erhielt EK1 und EK2 sowie das Hanseatenkreuz.
Seit Rückkehrt aus dem Krieg tätig in den Vorständen Künstlervereinigungen. Seit 1930 Vorsitzender des Hamburger Künstlervereins von 1832, der Hamburgischen Künstlerschaft e.V., des Reichsverbandes bildender Künstler Deutschland. Während der Weltwirtschaftskrise war er geschäftsführendes Mitglied des Kuratoriums Nothilfe für bildende Künstler.
Mit dem Aufkommen nationalsozialistischer Ideen wurde er im Kampfbund für deutsche Kultur aktiv. 1933 beteiligte er sich an der Organisation der Gleichschaltung deutscher Künstlerverbände mit dem Ausschluss jüdischer und avantgardistischer Mitglieder. Er gehörte zu den Denunzianten des Kunsthistorikers und Denkmalpflegers Hermann Röver, der daraufhin aus dem Amt entlassen wurde.
Albrechts eigene Arbeiten dieser Zeit entsprachen dem nationalsozialistischen Kunstverständnis: sportlich bewegte Bronzefiguren in naturalistischem Stil, tanzende oder ballspielende Aktfiguren, Mutter-Kind-Gruppen und monumentale Soldaten- und Bauernfiguren, Gefallenendenkmale. Er schuf Hoheitszeichen und Reichsadler, fertigte Keramiken, Kupferarbeiten, Kleinplastiken, arbeitete mit Silber, Sandstein, Granit und Marmor.
Nach Kriegsende schloss er sich dem Berufsverband Bildender Künstler an. Ein berufsständiges Ehrengericht, das sich mit seinen Aktivitäten während der Zeit des Nationalsozialismus auseinandersetzte, schloss ihn 1951 aus dem Berufsverband aus. Albrecht gründete daraufhin die Künstlergilde des Kreises Pinneberg und übernahm bis 1955, dem Jahr seines Todes, den Vorsitz.